# Stadsgas

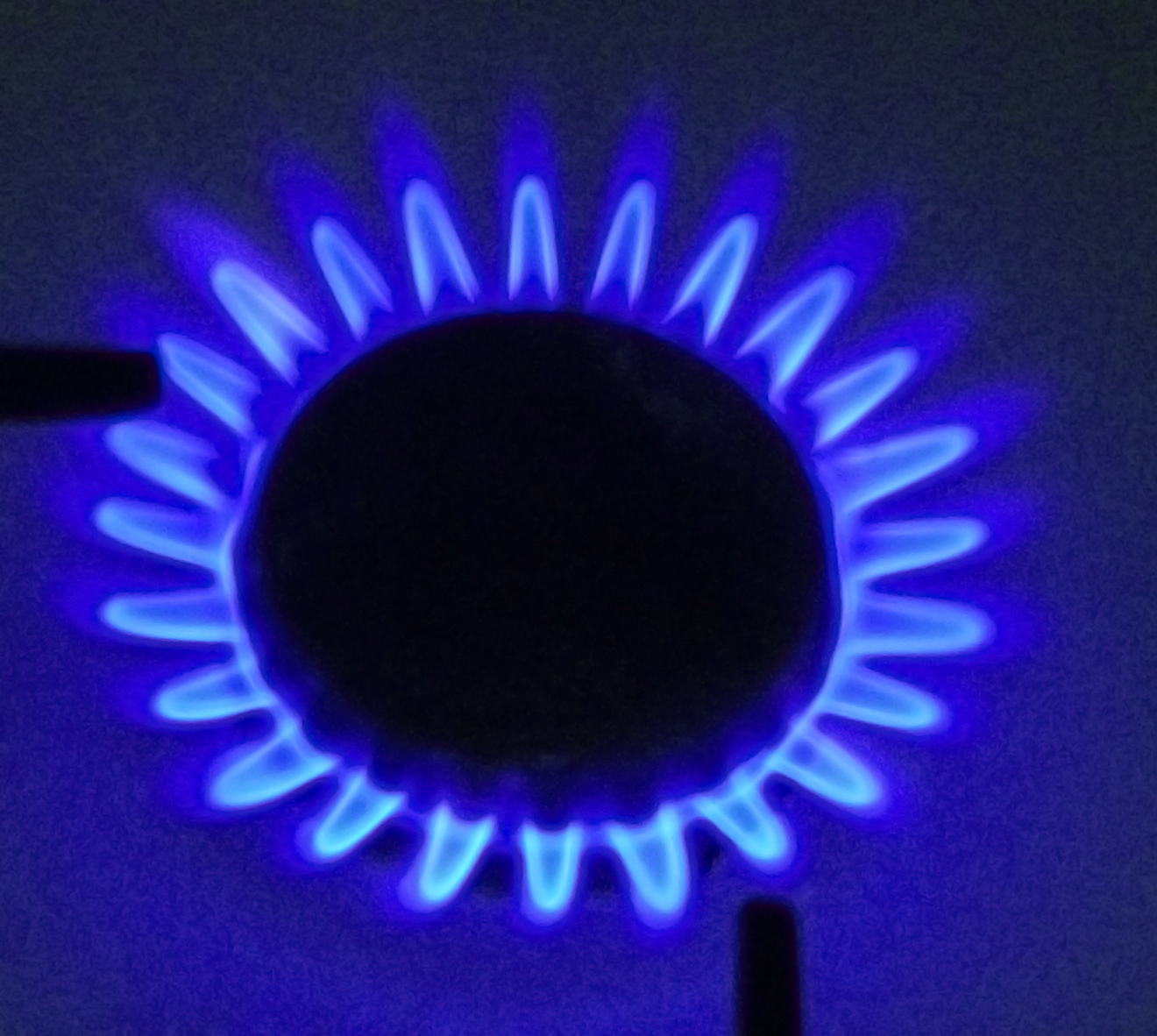
Gasflamma från en gasspis

Stadsgas är ett rörledningsdistribuerat gasformigt bränsle som idag består av en blandning av metan (53–55%) och luft (45–47%). Metanet kommer antingen från biogas eller från fossilgas (också kallat naturgas). 
I stadsgas ingår även små mängder av ett odöriseringsämne, tetrahydrotiofen, för att göra gasen upptäckbar för luktsinnet. Stadsgas används som bränsle i gasspisar, gaspannor samt inom industrin.

## Stadsgasens utveckling
Historiskt tillverkades stadsgas genom torrdestillation, pyrolys, av kol. Förutom gasen uppkom därvid dels en fast återstod, koks, och dels två icke-blandbara flytande faser, stenkolstjära och ammoniakhaltigt "gasvatten". 
Sedan slutet av 1960-talet tillverkades stadsgas istället av lättbensin/nafta genom så kallad termisk-katalytisk reaktion med ånga och luft. Gasen benämndes då spaltgas. Tillverkningen av såväl kolbaserad som naftabaserad stadsgas skedde i särskilda gasverk. Gasen lagrades i gasklockor. Den av lättbensin tillverkade stadsgasen bestod av väte (51–57%), metan (27–32%), koldioxid (9–14%), kolmonoxid (1,5–3%), luft (0-8 %) samt övriga kolväten (0-2%).
I den äldre kolbaserade stadsgasen var halten av kolmonoxid dock mycket högre (upp till 10%) vilket gjorde den mycket giftig. Numera utgörs stadsgas oftast av en blandning av fossilgas eller biogas och luft. 
Fossilgas leds från fossilgaskällor i jordskorpan i milslånga pipelines eller fraktas alternativt i flytande form med fartyg/lastbil till en blandningsstation ansluten till stadsgasnätet. Alternativt leds biogas som t.ex. bildas vid jäsning av rötslam i avloppsreningsverk via rörledning till blandningsstationerna. I blandningsstationerna åstadkommes korrekt gasblandning och tillses att trycket blir det rätta innan gasblandningen leds in i stadsgasnätet.
Stadsgas användes ursprungligen till belysning, därav den äldre benämningen lysgas. På 1800-talet byggdes omfattande ledningssystem ut i städer för att försörja gatubelysning med stadsgas. Gasen blev även populär i högreståndshushåll i städerna, och förutom för belysning kom den med tiden att användas också för gasspisar och uppvärmning. Med ökad samhällelig standard på 1900-talet blev gasspisar mer allmänt förekommande i hushållen, medan gasbelysningen istället kom att bytas mot elektrisk belysning. Med tiden kom dock även många gasspisar att bytas ut mot elektriska diton. På 2000-talet har gasspisen fått lite av en renässans, nya designade varianter ser dagens ljus, och den steglöst reglerade värmen uppskattas av många matlagare.

## Tidiga försök med lysgas
Att organiska material kan pyrolyseras upptäcktes redan av Robert Boyle (1627–1691). Han kom fram till att när trä upphettades "i slutet rum", det vill säga utan kontakt med syre, det som idag kallas "pyrolys", förångades en del av materialet, och ångorna bestod av bland annat kondenserbara oljor, vatten och brännbar gas. År 1667 utgav Th. Shirley en berättelse om "en brinnande källa" nära Wigan i Lancashire, i vilken han visade, att den brinnande "ångan" härrörde från de närbelägna stenkolslagren. J.J. Becher framställde koks, tjära och en brännbar gas genom torrdestillation av torv och stenkol. 
De första försöken att tillverka lysgas i större skala gjordes 1792 av engelske ingenjören V. Murdock (1754–1839), som då belyste sitt hus i Redruth med lysgas, tillverkad "på 70 fots avstånd" genom torrdestillation av stenkol i järnretorter. 1796 förevisade den franske ingenjören Ph. Lebon (1767–1804) i Paris en apparat för tillverkning av lysgas ur trä, kallad termolampa; den fick till en början en viss spridning, som dock snart avtog på grund av svårigheter med gasens rening. I Amerika hade Henfrey upptäckt lysgasen vid experiment med tillverkning av koks och framförde denna upptäckt med sådan energi, att Baltimore hade gasbelysning redan 1802. Det första gasverket i Europa för allmänt behov byggdes 1812 i London; nyårskvällen 1813 brann gasen första gången på Westminsterbron, och från 1 april 1814 var gasbelysning införd i stadsdelen S:t Margaret. Stor förtjänst för dessa verk tillkommer Murdocks lärjunge S. Clegg, som kan anses som gasindustriens praktiske grundläggare. I Sverige infördes gasbelysningen 1846 i Göteborg, och 1853 i Stockholm.

## Råvara vid historisk framställning av stadsgas
Som råmaterial för traditionell tillverkning av stadsgas används stenkol, koks, olja, torv eller ved. Som tillsatser kan kannelkol, brunkol och skifferkol användas. Alla slags stenkol är inte lämpligt. Man indelar stenkol i sandkol, som är oförändrade efter pyrolys, sinterkol, som sintrar ihop till en sammanhängande massa, och bakande kol, som smälter ihop till en metallglänsande koks med större volym än kolets. För de gasverk som drevs i Sverige på 1900-talet var det viktigt att välja en kolkvalitet som både gav tillräckligt med bra gas och ett säljbart koks. De var därför mer eller mindre bakande. 
Efter pyrolysrestens storlek indelas kol i torra kol (med 50-62 procent koks), feta kol (som indelas i gaskol med 62–68 procent, smideskol med 68–74 procent och kokskol med 74–82 procent koks) och magra kol (82–92 procent koks). För stadsgastillverkning har använts feta kol; vid de svenska gasverken vanligen kokskol. Kolens olika beskaffenhet beror dels av olika geologisk ålder, dels av de förhållanden som rått under bildningstiden.
Feta kol för lysgastillverkning finns i alla världsdelarna. Det kol som användes i början av 1900-talet i Sverige, "old pelton main", kom från Durhamdistriktet i England. Det innehåller, bortsett från aska, i genomsnitt 86,7 procent kol, 5,2 procent väte, 4,9 procent syre, 1,8 procent kväve och 1,4 procent svavel. Vid pyrolys gav det 73-75 procent koks och 27-25 procent flyktiga ämnen. Goda gaskol fanns även i Yorkshiredistriktet i England och i Westfalen, Schlesien, Sachsen och Saarområdet i Tyskland. Kannelkol och skifferkol utvanns i Skottland och i Australien. 
Om kol pyrolyseras vid låg temperatur – "under rödvärme" – bildas mättade och omättade kolväten som till största delen är flytande vid rumstemperatur. De kommer alltså inte gasen till godo, utan tjäran. Den ganska lilla mängd gas som bildas består mest av metan och eten och lite vätgas. Vid högre temperaturer däremot sönderdelas de mättade kolvätena dels i de mindre kolrika gaserna väte, metan, eten och bensen, dels i de mer kolrika naftalen och antracen, det vill säga mer gas erhålles och mindre tjära. Koksen avger ytterligare etan och väte. 
Vid "ljus värme" sker en ytterligare uppdelning av kolvätena, som ger å ena sidan mera väte, å andra sidan kolrika fasta föreningar och fritt kol. Ännu mera väte frigörs ur koksen. För att få mycket gas ska kolet upphettas till hög sluttemperatur, men den utvecklade gasen bör samtidigt skyddas mot en för långt gående sönderdelning. 
I pyrolysen deltar också syre, kväve och svavel. Av syret bildas mest vatten men också koldioxid och kolmonoxid. En del av kvävet bildar med väte ammoniak, som vid högre temperatur emellertid delvis sönderfaller i cyanväte. Det flyktiga svavlet bildar svavelväte, vid hög temperatur koldisulfid.

## Tekniken för gasdistribution i början av 1900-talet
För kontroll av trycket i olika delar av rörnätet inom gasverket användes manometrar inkopplade före och efter varje särskild apparat. Med dem kunde man se, om stoppar bildats i apparaterna eller i ledningarna mellan dem. Rörledningarna inom verket utfördes oftast av gjutjärnsrör med muffar eller flänsar vid anslutning till apparaterna. Rören dimensionerades så att gasens hastighet uppgick till högst 3 m/s. Ledningarna lades antingen i luften eller i marken. Inomhus drogs de i källare. Luftledningarna gjordes av smidesjärn. Då det trots rening och kondensering inte kunde undvikas att gasen förde med sig mindre mängder vattenånga och tjära, som kondenserades i rörnätet, lades detta överallt med sådan lutning, att kondensationsprodukterna kunde rinna åt ena eller andra hållet. På de lägst liggande punkterna anbringades "sifoner", cylindriska kärl av gjutjärn, vari kondensationsprodukterna samlade sig och varifrån de sedan kunde pumpas upp. Rörnätet lades så djupt att frysning i sifonerna inte kunde ske. Genom att tillsätta alkohol ("sprita" gasen) vid kall väderlek fick man kondensationsprodukter som inte frös förrän vid mycket låg temperatur. Vanligen lades rören så att överkanten kom 1 meter under markytan, men djupet kunde minskas om spritning användes. 
Från gasverket leddes gasen ut i förbrukningsortens rörnät. Detta bestod av ett huvudnät av större rör, som drogs och avpassades så, att gastrycket blev praktiskt detsamma i hela förbrukningsområdet (vanligen ett övertryck motsvarande 50 mmHg ≈ 66,7 millibar ). Om förbrukningsområdet låg på mycket stort avstånd från gasverket pumpades gasen dit under högre tryck. Vid förbrukningsorten måste då vara uppsatt en regulator med eller utan gasklocka för utjämning, innan gasen inkom i huvudrörnätet. I Europa fanns 20 kilometer långa tryckledningar och i Amerika transporterades fossilgas under många atmosfärers tryck mer än 200 km. Från huvudrörnätet utgrenades sedan rör i de olika gatorna och sedan i sin tur från dessa ledningar in i husen. Gasverken utförde i allmänhet ledningarna fram till husväggen, medan husägarna under gasverkets tillsyn gjorde ledningarna inomhus. Huvudledningarna var vanligen av gjutjärn, medan biledningarna och inomhusledningarna var av smidesjärn. 
Hos varje förbrukare i huset installerades gasmätare, en eller flera, beroende på om samma gaspris gällde för gas till olika ändamål, "lysgas" och "kokgas", eller inte. Gasmätarna kunde vara "våta" eller "torra", beroende på om mätrummet begränsas av en vätska eller inte. De våta mätarna var i huvudsak konstruerade på samma sätt som stationsgasmätarna. Dessa fordrade noggrann tillsyn och kom tidigt ur bruk. De torra mätarnas mätrum bestod av en bälgartad kammare, bildad av fasta väggar och rörliga membran. Bälgen fylldes och sammantrycktes omväxlande av gasen som strömmade in genom en slid och fick således en rörelse liknande kolvens i en ångmaskin. Med en vevmekanism överfördes denna rörelse till ett visarverk, som visade den genomgångna gasmängden. Varje mätare var utförd med två eller tre sådana bälgar. Mätarens storlek räknades i antalet lågor som var kopplade efter mätaren, börjande med 3-lågig. En vanlig dåtida låga i snittbrännare förbrukade 150 liter per timme, vilket sedan blev använt som mått på förbrukningen. Varje gasmätare kalibrerades före användning och sedan med jämna mellanrum. Automat-gasmätare infördes för att gasen skulle få en allmännare utbredning även hos de mindre konsumenterna. En sådan genomsläppte efter inläggning av ett mynt en mot myntet svarande gasmängd, och sedan denna var förbrukad, stängdes ledningen. Genom en visare kunde man på mätaren se hur mycket av den betalda kvantiteten som var förbrukad.

## Gasanvändning på tidigt 1900-tal

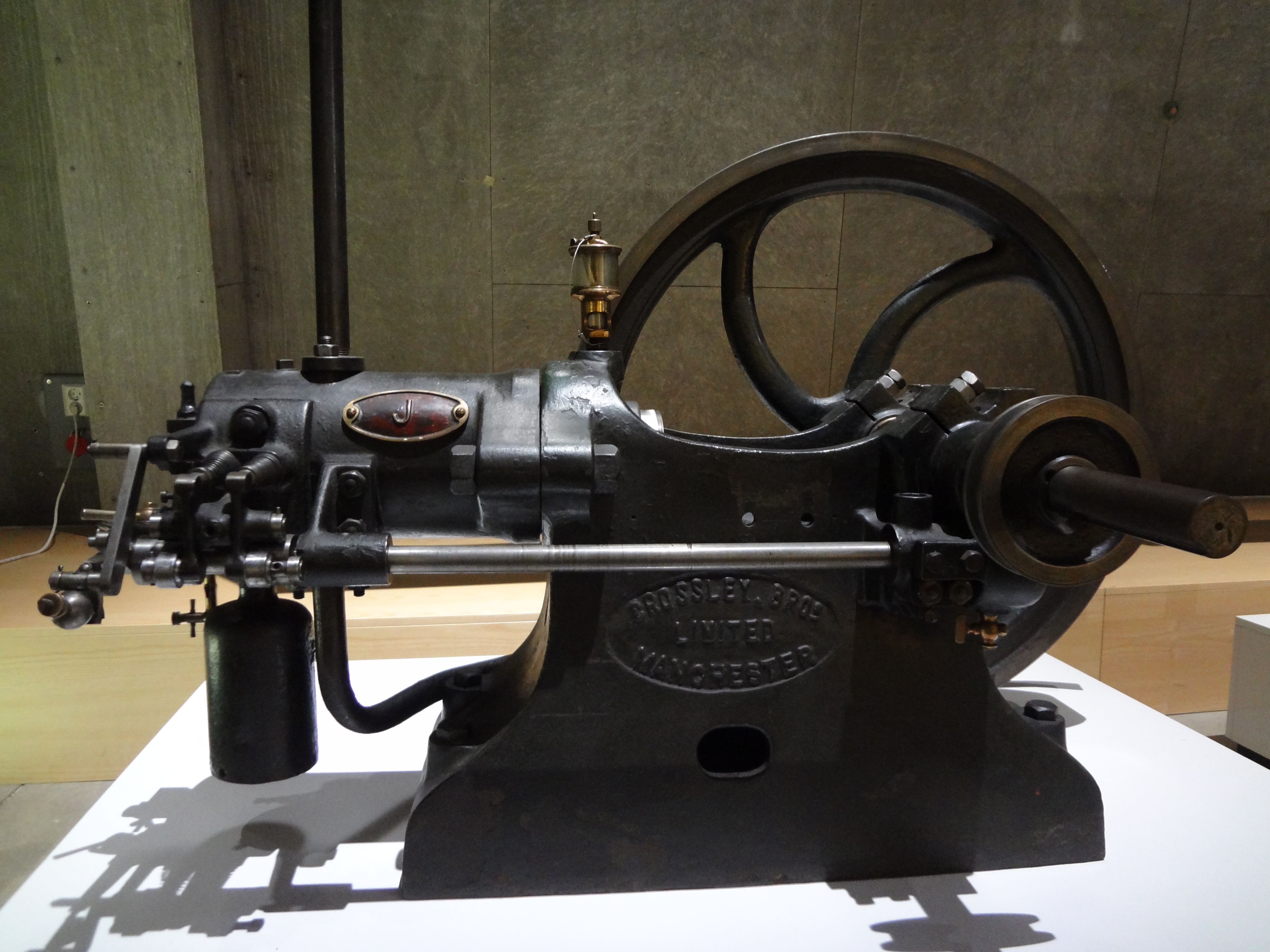
En lysgasmotor som tillverkades 1876-1910. Utställd på Tekniska museet 2012.

Stadsgas användes från början uteslutande för belysning, varav benämningen lysgas, men blev snart vanlig som värmekälla. I hushållen användes den alltmer för kokning, stekning, bakning, vattenvärmning och rumsuppvärmning efterhand som lämpliga apparater för dessa ändamål blev allmänt tillgängliga i handeln (se Gasspis). Även på belysningsområdet skedde en utveckling under 1800- och 1900-talet. De äldsta gasbrännarna var de s. k. snittbrännarna och hålbrännarna, i vilka gasen strömmade ut genom en fin springa, respektive ett eller två runda hål. Ofta var de försedda med vissa anordningar för att nedsätta trycket vid gasens utströmning ur brännaren. Sådana kallades besparingsbrännare. I argandbrännarna, som uteslutande användes för innerbelysning, utströmmade gasen genom en mängd i en ring sittande fina hål. Sedermera kom de så kallade gaslamporna av Siemens och Wenham i bruk, vilka var konstruerade så, att gasens förbränningsprodukter användes för att förvärma gasen och luften, varigenom bättre ljuseffekt erhölls. Dessa brännare undanträngdes därefter så gott som helt av gasglödljuset. Ännu mindre är förbrukningen vid användning av pressgaslampor, i vilka antingen gasen eller förbränningsluften komprimerats till ett högre tryck (intill 15 kPa). I dessa utgör förbrukningen endast 0,5 liter per normalljus och timme. 
För gatubelysningen i städerna infördes så kallade självtändare för tändning och släckning av gatlyktor. De flesta av dem byggde på att gasverken verkställde en tryckökning av gasen under några minuters tid. Denna tryckökning fortplantades genom rörnätet och verkade på självtändaren så, att en ventil öppnade gastilloppet till brännaren, som därvid tändes med tändarlåga. Släckningen tillgick på samma sätt med tryckvåg. 
För industriella ändamål användes stadsgas dels i gasmotorer, dels i ugnar för smältning, härdning mm. Gasmotorer fanns i storlekar ned till 1/5 hästkraft. Motorer under 10 hästkrafter kostade obetydligt mer än elektriska motorer av samma storlek. Gasförbrukningen för de snabbgående typerna var ca 0,7 kubikmeter per hästkraft och timme, vid större mera långsamtgående maskiner 0,5 kubikmeter vid full belastning. All användning av stadsgas kräver försiktighet, dels för att gasen är koloxidhaltig och därför giftig, dels eftersom alla blandningar med 8–19 procent gas och i övrigt luft är explosiva.
Gasverkens kvalitetskontroll gällde framför allt värmevärdet, för vilket automatiska kalorimetrar användes. Till en början provades gasen även på "ljusstyrka" i fotometer, men efter glödljusbelysningens införande berodde gasens lämplighet även för belysning uteslutande på dess värmevärde, varför ljusprovningen förlorade sin betydelse. Gasen från Stockholms gasverk hade i början av 1900-talet ett värmevärde av omkring 5200 kalorier (+15 °C) och en sammansättning av 1 procent koldioxid, 3 procent tunga kolväten, 5,5 procent koloxid, 29,5 procent metan, 57 procent väte och 4 procent kväve. Vid de svenska gasverken tillverkades 1901 omkring 47 miljoner kubikmeter lysgas och år 1910 omkring 74 miljoner kubikmeter. 1910 fanns 30 gasverk. 1908 var det aktiva anläggningskapitalet omkring 35 miljoner kronor och förmögenhetsvärdet, beräknat genom kapitalisering av nettovinsten, omkring 78 miljoner kronor (efter 4,5 procent).

## Tidiga alternativ till egentlig stadsgas
Utom genom pyrolys av stenkol kan man även framställa lysgas av koks, olja, torv och ved. Lysgas av koks utgörs av så kallad karburerad vattengas. Vattengas framställs genom att man blåser ånga genom glödande koks. Man erhåller då en blandning av koloxid och vätgas med ett värmevärde av ungefär 11 MJ/kg. Denna gas är inte någon stadsgas, men den användes som tillsats till vanlig stadsgas. Ett vattengasverk var nämligen mycket billigare i anläggningskostnad än ett kolgasverk, och trots att driftkostnaderna var högre på grund av att inga biprodukter erhålls, lönade det sig att anlägga ett vattengasverk som supplement till kolgasverket, i synnerhet för att klara av förbrukningsökningen under den mörkaste årstiden. För att göra vattengasen mera likvärdig med kolgasen, då det var viktigt med en gas av jämn sammansättning, "karburerades" vattengasen vanligen med bensen eller gasberedningsoljor. 
Karburering med bensen gick till så, att bensen förgasades med ånga och varefter bensenångan blandades med vattengasen. Denna karburering skedde vanligen sedan vattengasen blivit blandad med kolgasen. Så mycket bensen kunde dock icke tillsättas att gasen skulle ha fått samma värmevärde som kolgasen. Det kunde däremot uppnås när karbureringen utfördes med olja. Man använde därvid ofta tre efter varandra följande apparater: generatorn, i vilken vattengasen bildades, karburatorn, där oljan nedsprutades, och överhettaren, där oljan sönderdelades i permanenta kolväten. Alla tre apparaterna utgjordes av cylindrar av järnplåt, invändigt beklädda med eldfast material. De båda senare var dessutom uppfyllda av staplar av eldfast sten. Tillverkningen av den karburerade vattengasen skedde i korta perioder - gasningsperioder och blåsningsperioden. Vid den förra skedde den egentliga tillverkningen, varunder temperaturen i apparaterna sjönk, vid den senare ökades temperaturen genom blåsning med luft. För sin rening passerade vattengasen vattenlås, där tjära avskiljdes, skrubbrar som avskiljde aska som medföljde vid gasningen, samt kylare för nedkylning till vanlig temperatur. Härifrån fortsatte gasen till en mindre gasklocka för utjämning av tillverkningsperioderna samt pumpades från denna med exhaustorer genom reningskistor för rening från svavelväte, varefter den karburerade vattengasen kunde blandas med kolgasen. 
Lysgas av olja, så kallad oljegas eller fettgas, användes för belysning av järnvägsvagnar. Som råmaterial användas gasberedningsoljor av olika ursprung. Tillverkningen skedde i järnretorter vid 900–1000 °C. För sin rening fick gasen passera kylare, tvättare och reningskistor med järnoxidhydrat. Oljegas har ett effektivt värmevärde av omkring 35 MJ/kg. Den användes även som lysgas och kokgas i mindre samhällen.
Lysgas av trä (trägas) och av torv (torvgas) användes i mitten av 1800-talet som stadsbelysning på många ställen. I synnerhet trägasverken var mycket vanliga i Tyskland, Österrike och Schweiz. De ersattes efterhand ersatta av stenkolsgasverk. Även acetylen kan sägas vara en lysgas i den meningen att den använts till belysning. På grund av att den lätt kunde transporteras fick den användning för speciella ändamål, såsom fyrar och lysbojar med mera.

## Stadsgas i Sverige
Det första gasverket i Sverige byggdes 1822 på godset Karlslunds herrgård nära Örebro. Gasledningarna matade byggnadens armaturer och ljusstakar. Det första kommersiella gasverket i Sverige byggdes i Göteborg 1846, sedan följde Norrköping år 1851. De flesta större städer anlade ett eller flera gasverk. Som mest fanns det 37 gasverk runt om i Sverige. Idag finns stadsgasnät i Stockholm, Göteborg, Malmö, Helsingborg och Landskrona. Samtliga matas numera med en blandning av fossilgas/biogas och luft.